# Jugoslaviens herrlandslag i ishockey
Jugoslaviens herrlandslag i ishockey representerade det dåvarande Jugoslavien i ishockey för herrar. Första matchen spelades den 30 januari 1934 i Ljubljana, och förlorades med 0-1 mot Rumänien , och man spelade sitt första världsmästerskap 1939 i Schweiz.
Vid olympiska vinterspelen 1984 i Sarajevo var Jugoslavien, i egenskap av hemmalag, direktvalificerade.
Sista matchen som Socialistiska federativa republiken Jugoslavien spelades den 12 april 1992 i Klagenfurt vid B-VM 1992, och förlorade med 0-14 mot Österrike .
Vid VM 1995 kom man tillbaka som Förbundsrepubliken Jugoslavien, när bara Serbien och Montenegro återstod av landet.

## VM-statistik

### 1939-1992
| VM-Turneringar | Matcher | Segrar | Oavgjorda | Förluster | Gjorda mål | Insläppta mål | Poäng |
| -------------- | ------- | ------ | --------- | --------- | ---------- | ------------- | ----- |
| A-VM           | 5       | 0      | 1         | 4         | 3          | 60            | 1     |
| B-VM           | 140     | 43     | 20        | 77        | 490        | 683           | 106   |
| C-VM           | 48      | 37     | 5         | 6         | 384        | 121           | 79    |
| D-VM           | 0       | 0      | 0         | 0         | 0          | 0             | 0     |